# Oenothera inconspecta
Oenothera inconspecta är en dunörtsväxtart som beskrevs av Hudziok. Oenothera inconspecta ingår i släktet nattljussläktet, och familjen dunörtsväxter. Inga underarter finns listade i Catalogue of Life.